# 비하르어군
비하르어군은 동부 인도아리아어군에 속하는 언어군이다.
여러 언어가 속해 있고 수천만명이 쓰고 있지만, 공식적으로 인정된 언어는 인도에서 공용어로 인정한 마이틸어 하나뿐이다.

## 분류
- 마가히어
- 마이틸어 (미틸라어)
- 마지어
- 무사사어
- 보즈푸리어
- 사드리어
- 수라즈푸리어
- 앙가어 (앙기카어)
- 오라온 사드리어
- 카리브 힌두스탄어
- 쿠드말리어
- 판치파르가니아어